# The Blackening
The Blackening är Machine Heads sjätte studioalbum och släpptes den 27 mars 2007.
Under 2008 kom The Blackening (Special Edition) ut vilket är en nyare version, fast med 13 ljudspår med bland annat två covers av Iron Maiden's Hallowed Be Thy Name och Metallica's Battery. Detta album innehåller också en bonus-DVD med musikvideor och livespelningar från olika platser och en dokumentär om hur musikvideorna gjordes.

## Låtlista
1. "Clenching the Fists of Dissent" - 10:35
2. "Beautiful Mourning" - 4:49
3. "Aesthetics of Hate" - 6:35
4. "Now I Lay Thee Down" - 5:36
5. "Slanderous" - 5:18
6. "Halo" - 9:04
7. "Wolves" - 9:04
8. "A Farewell to Arms" - 10:12
9. "Hallowed Be Thy Name" - 7:26
10. "Battery" - 5:02 (Bonus Metallica Cover)

## Special edition bonus DVD
1. "Clenching The Fists Of Dissent" (With Full Force 2008)
2. "Now I Lay Thee Down" (With Full Force 2008)
3. "Halo" (With Full Force 2008)
4. "Aesthetics Of Hate" (Rock In Rio 2008)
5. "Davidian" (Rock In Rio 2008)
6. "Imperium" (Download 2007)
7. "Old" (Download 2007)
8. "A Thousand Lies" (Burn My Eyes 10th Anniversary 2004)
9. "The Rage To Overcome" (Burn My Eyes 10th Anniversary 2004)
10. "Death Church" (Burn My Eyes 10th Anniversary 2004)
11. "Blood For Blood" (Burn My Eyes 10th Anniversary 2004)